# Ola Mildred Rexroat
Ola Mildred Rexroat (Ogden, 28 de agosto de 1917 – Hot Springs, 28 de junho de 2017) foi a única mulher nativa americana a servir na Women Airforce Service Pilots (WASP).
Rexroat nasceu na reserva indígena de Pine Ridge, na Dakota do Sul. Em 1939, concluiu um Bachelor of Arts (BA) na Universidade do Novo México.
Após o ensino médio, Rexroat começou a trabalhar com artilharia aérea. Em seguida entrou para a Força Aérea, onde serviu por dez anos como controladora de tráfego aéreo.
Em 2007, foi incluída no Hall da Fama da Avição da Dakota do Sul.